# Ladîhî, Starokosteantîniv
Ladîhî (în ucraineană Ладиги) este localitatea de reședință a comunei Ladîhî din raionul Starokosteantîniv, regiunea Hmelnîțkîi, Ucraina.

## Demografie
Componența lingvistică a localității Ladîhî
     Ucraineană (97,99%)
     Rusă (1,53%)
     Alte limbi (0,19%)
Conform recensământului din 2001, majoritatea populației localității Ladîhî era vorbitoare de ucraineană (97,99%), existând în minoritate și vorbitori de rusă (1,53%).